# 1055 Tynka
1055 Tynka är en asteroid i huvudbältet som upptäcktes den 17 november 1925 av den tjeckiske astronomen Emil Buchar. Dess preliminära beteckning var 1925 WG. Den namngavs senare efter upptäckarens moder.
Tynkas senaste periheliepassage skedde den 9 januari 2023. Dess rotationstid har beräknats till 11,893 timmar.